# 连辑
连辑（1955年10月—），男，汉族，山西沁源人，中华人民共和国政治人物。辽宁大学中文系中文专业毕业，清华大学经济管理学院高级工商管理硕士学位。

## 生平
1974年8月参加工作，1975年10月加入中国共产党。历任内蒙古自治区党委办公厅综合组秘书；中共呼和浩特市委常委、秘书长、副市长；呼伦贝尔盟盟委副书记、盟长，盟委书记、盟人大工作委员会主任，呼伦贝尔市市委书记等职。2003年，升任内蒙古自治区人民政府副主席，并于2006年至2010年期间兼任内蒙古大学校长。
2011年10月，调任中共甘肃省委常委、宣传部部长。
2016年2月，任中国艺术研究院院长。